# スギタヒロシ
スギタ ヒロシ（本名：杉田 洋（読み同じ）、1972年〈昭和47年〉8月14日 - ）は、日本のピン芸人。栃木県小山市出身。秋田県生まれ。

## 来歴・人物

### ジャイアント小馬場時代
「ジャイアント小馬場（ジャイアントこばば）」の名前で活動しており、「イタコTHE青森」、「杉田セリフ」としての活動もあった。長州小力、アントニオ小猪木、佐々木孫悟空や、現在WAHAHA本舗所属のウクレレえいじと共に「ラブ兄弟」という五人組で活動していた。また、スポンジブルドックのメンバーとして活動していたり、佐々木孫悟空、長州小力とのトリオ「おなやみ団」を組んでいた時期もあった。
長州小力同様、ジャイアント馬場を模倣しているが、キレると模倣を忘れる。動きが遅く、入退場にも時間をかけるネタなどを持つが、物理的に痛い攻撃を受けたり「似てない」などと言われると模倣を忘れ動きが早くなる。
身長175cm・体重70kgという成人日本人男性の平均スタイルよりやや大柄であり、その容貌からジャイアント馬場を連想できないため「東洋の凡人」と呼ばれる。
2024年10月をもって旗揚げから24年間所属していた西口プロレスを脱退。最後の試合後に同月入団した？覆面パンダWGが嫌だとマイクアピールをしての退団であった。

### スギタヒロシ時代
芸人の歌によるライブで、自分の名前の一部がタイトルに付いた「スギロックフェスティバル」を、スギタヒロシとして主催を務めて、桜塚やっくん、長州小力、グレート義太夫、芋洗坂係長、ゴー☆ジャス、牧野ステテコ、ダブルネーム、ゴンゾー、カトリーヌなどが出演していた
。
また、「プロデュースライブ」（普段と違う芸風限定ライブ）を主催していたが、毎回本人が優勝するやらせ演出がある。
「スギタヒロシ」として出場したR-1ぐらんぷり2011で、準々決勝ち抜き。
インターネット番組「俺たちのまんが道」で、13年間パーソナリティを務めていた。2013年4月3日にはニコニコ動画でも配信されていた。
2011年4月20日放送の「俺たちのまんが道」内で渡辺正行の個人事務所「有限会社なべや」に所属する事になったと発表した。2012年11月 有限会社なべやを離れフリーに。

## 芸風

### 「ジャイアント小馬場」での芸風
持ちネタは、コント（スーパー16キックを履いてやる寸劇）、入場ネタ（入場曲が間違ってかかるノリ突っ込みネタ）、小馬場漫談（スベッた時の「今のネタ、三沢なら爆笑だぞ」が口癖）、凶器ネタ（箱に入っている微妙な凶器に突っ込む）などがある。胸から腹にかけて「小ババ」という、シワに見せた文字を書き入れていたことがあった。
得意技
- 11文キック
- 22文ロケット砲
- スーパー16文（でかい足を装着する）
- 馬場式拝み渡り

途中で失敗し、ロープに股間を打ち付ける。まれに、そのまま落ちずに跳ね返り復活することもある。
- 馬場式プランチャー

キレると素早く動きジャイアント馬場らしからぬ技を披露することがある。

### 「スギタヒロシ」での芸風
エイリアン漫談、イラストお面物マネ、何でも「ごめんの!」と謝るのが特徴の謝り漫談、ハドソン杉田（ファミコンネタ）、『暴れん坊将軍』の音楽を使っての「怯えん坊将軍」、他にも「清水寺夫」「前田利イェーイ」「彫刻の森美術くん」「スギ坊」などがあり、カツラをかぶって中村俊輔に扮するネタでは、本人は「顔がそっくり」と自称しているが、しゃべりはなぜかジョンカビラ風。また「サンプラザ杉並」のネタは、本人が鉄板ネタと自負しているが、ネタ時間が8分かかるのでオーディションでは受からないという。新キャラ「クラッシャー猪馬」は、本人はオリジナルレスラーと言っているが言動がどう見てもアントニオ猪木。
物真似では、桑田佳祐の歌真似を得意とするが、針すなお風イラストのお面をかぶるので「誰でもできる」と言われている。他に物真似レパートリーは矢部浩之、江頭2:50などがある。
赤色の戦国鎧を身にまとい、リズムにのりながら『戦国あるある〜♪』と言ってあるあるを連呼する戦国あるあるネタがある。
西口プロレスで棚橋弘至ならぬ棚卸し弘至をやることがある。

## 逸話
- 2007年、ゲームレコードGP（MONDO21）出演時には「ハドソン杉田」[8]を名乗り第3回放送「ドンキーコングジャンプ禁止ステージトライアル」王者。高橋名人を崇拝している。
- 2008年9月23日、JWPの後楽園大会でザ・グレート・カブキと一騎討ちをしてフォール負けしている[9]。
- 2008年10月27日の「西口DXプロレス」では、小力と東京ダイナマイトの松田大輔と組みダチョウ倶楽部と対戦。リーダー肥後との馬場vs馬場などを披露した。しかし、ネイチャージモンに腕ひしぎ逆十字を決められ大先輩にもかかわらずキレた[10]。
- 2008年11月2日、ザ・グレート・カブキの還暦イベントで、プロレスリング・ノアの社長「三沢光晴」に初めて対面。「（馬場さんに）似てる」と言われたことを喜びブログに書いている。
- 2008年12月18日、後楽園ホールにて行われた「昭和プロレス第二弾」第3試合バトルロイヤルで、タイガー戸口、剛竜馬、木村健吾、小林邦昭、ドン荒川の豪華メンバーにアントニオ小猪木と共に出場[11]。会場は熱い昭和プロレスファンからのブーイングが飛ぶ異様な空気に包まれるも、それを越す声援にこたえた形となった。エンディングで、小猪木とともに長州力からチョッカイを受けたことをブログで取り上げ喜んでいる。
- 2010年2月18日より、栃木県宇都宮市にあるスポーツカフェラウンド87において「ラン8☆お笑いプロレス」を開催している。お笑い好きもプロレス好きも楽しめるイベントとして、旗揚げ時には地元新聞である下野新聞の取材もあった[12]。
- 2011年11月12日、初めてのオンバト+出演時、放送中に糸井重里本人にTwitter[13]でメッセージをもらえたことを喜び、そのことをお笑いライブで話している。初挑戦初オンエアで視聴者投票1位。
- 2012年10月27日、東京演芸協会50周年記念 牧伸二杯優勝[14]。本人は出番後営業に行ってしまい後に知らされている。
- 2012年11月11日、G-1グランプリinつるがしま 2012 優勝、100万円を獲得している[15]。賞金はエイリアンの故郷の火星に行く資金に使うとコメント。
- 2013年8月7日、「スッキリ!!」にスギタヒロシとして出演。テリー伊藤にお墨付き最高得点をもらい「笑点に行ける！」と言われ　本人の目標が笑点出演になったとブログで発表している。
- 2013年12月23日、地元栃木県にある佐野市の名物「いもフライ大使」に任命された。
- 2014年12月3日より、 CRT栃木放送 ツーミリオン＋において、水曜パーソナリティを務めている[16]。
- 2014年10月５日より、YouTubeにて「スギタヒロシ＠エイリアンTV」をスタートさせている。
- 2015年9月、大阪・味園ユニバースで開催した『CPEキャットファイトPresentuなにわ大花びら大回転！どきッ！女だらけのキャットファイト祭Vol.3闘宝伝笑〜番外編〜』のメインエベントで、大仁田厚と対峙、有刺鉄線バットを背中に２発食らっている。
- 2015年11月、第8回おもいがわ映画祭に『ヒロシとエイリアン』をエントリー、観たいで賞を受賞している。
- 2016年3月、ゴー☆ジャス動画＠GameMarketにて高橋名人と出演し中学のときに描いた名人のイラストにサインをもらっている。
- 2016年10月から一ヶ月間タイに渡り、YouTubeにてプーケットでの生活などをリポート。現地でネタも披露している。
- 2017年２月、Japan ExpoThailand2017 にお笑いプロレスで出演。
- 2018年6月1日、モノマネ限定のお笑いプロレス集団『SUGAMOプロレス』を旗揚げ。クラッシャー猪馬で参加し会長を名乗っている。

## 出演歴

### テレビ
- ぐるぐるナインティナイン（日本テレビ）

　ナインティナイン岡村一押し芸人として登場した際は、その遅さゆえにスタッフに運ばれて登場&退場し、堤下敦に「1人じゃ生きていけない」と言われた。
- ぐるナイおめでとう!!芸人わんさか発掘スペシャル!!（日本テレビ）- 2012年1月1日、スギタヒロシとして出演
- 笑いの金メダル（テレビ朝日）

　出演時に小力パラパラならぬ小馬場パラパラを披露し、一同に顰蹙を買い、小力をキレさせた。
- きよしとこの夜（NHK）

　小力や神奈月などとの物マネバトルで優勝し、優勝特典でジャガー横田にコブラツイストをかけられた。
- 笑っていいとも!（フジテレビ）
- 大笑点（日本テレビ）
- お笑いメリーゴーランド（TBS）

　第1回目は「長州小力チーム」で、3回目は「1組1ネタチーム」で出演
- あらびき団（TBS）

　2009年5月20日出演時にはジャイアント馬場の物真似は一切せず、千原ジュニアなどの真似をしたが、最後の中村俊輔の真似は東野に「残尿感」と評された。
- 爆笑!ものまねウォーズ（TBSテレビ）- 2011年1月2日・2011年3月30日、スギタヒロシとして出演
- お笑い××（チョメチョメ）ナイト （あっ!とおどろく放送局）
- 東京都さまぁ〜ZOO（テレビ東京）
- ピラメキーノ（テレビ東京）
- 笑う新撰組（CSテレ朝）
- オンバト+（NHK総合）戦績3勝0敗 最高441KB
- 日本の新しい笑い2012年（日本テレビ）
- 行列のできる法律相談所（日本テレビ）
- はなまるマーケット（TBS）
- 新進気鋭（日本テレビ）- 2012年6月23日
- スッキリ!!（日本テレビ）- 2013年8月7日 スギタヒロシとして出演
- おはスタ（テレビ東京） - 2013年12月9日、『ひなこ姫を起こせ!』に出演
- ライオンのごきげんよう（フジテレビ）- 月曜日「ごきげん有名人?生ビデオレター」コーナー
- 東京オーディション（仮）（TOKYO MX）

### ラジオ
- 俺たちのまんが道（@LIVING： 2000年 - 2005年）※ 杉田セリフ名義
- 西口プロレスのニュースの林（すときゃ!・BBstation：2006年 - 2008年)  ※ 杉田セリフ名義
- 俺たちのまんが道（BBstation：2009年 - 2013年12月25日) ※ ジャイアント小馬場名義
- CRT栃木放送 ツーミリオン＋ ( 2014年12月3日 - ) ※ スギタヒロシ名義